# Annie-Laure Suc
Annie-Laure Suc, née le 6 janvier 1960, est une judokate française évoluant dans la catégorie des moins de 66 kg (poids moyens). Elle est médaillée de bronze aux Championnats d'Europe en 1977.

## Palmarès
| Année | Compétition           | Lieu  | Résultat | Catégorie      |
| ----- | --------------------- | ----- | -------- | -------------- |
| 1977  | Championnats d'Europe | Arlon | 3e       | Moins de 66 kg |